# انیکت چارلز لموننیر
انیکت چارلز لموننیر (انگلیسی: Anicet Charles Gabriel Lemonnier؛ ۶ ژوئن ۱۷۴۳ – ۱۷ اوت ۱۸۲۴) نقاش اهل فرانسه بود.
وی همچنین برندهٔ جوایزی همچون لژیون دونور (شوالیه) و جایزه بزرگ رم شده‌است.